# Tunedae
Jezioro Tuendae – małe jezioro w Zzyzx w Kalifornii, jedna z ostoi zagrożonej wyginięciem ryby Gila bicolor mohavensis.